# Harlomillsia oculata
Genre
Synonymes
- Millsia Bonet, 1943 nec Womersley, 1942

Espèce
Synonymes
- Oncopodura oculata Mills, 1937

Harlomillsia oculata, unique représentant du genre Harlomillsia, est une espèce de collemboles de la famille des Oncopoduridae.

## Distribution
Cette espèce se rencontre en Amérique, en Océanie et en Asie.

## Étymologie
Ce genre est nommé en l'honneur de Harlow Burgess Mills.

## Publications originales
- Mills, 1937 : A North American Oncopodura (Collembola). The Canadian Entomologist, vol. 69, p. 67–69.
- Bonet, 1944 : Nuevo nombre para un genero de Oncopoduridae (Collembola). Ciencia Mexico, vol. 5, p. 110.
- Bonet, 1943 : Sobre la clasificacion de los Oncopoduridae (Collembola) con description de especies nuevas. Anales de la Escuela Nacional de Ciencias Biológicas, vol. 3, p. 127–153.